# Eugenio Tosi
Eugenio Tosi, O.SS.C.A., italijanski rimskokatoliški duhovnik, škof in kardinal, * 6. maj 1864, Busto Arsizio, † 7. januar 1929.

## Življenjepis
24. junija 1887 je prejel duhovniško posvečenje.
5. aprila 1911 je bil imenovan za škofa Squillac; škofovsko posvečenje je prejel 16. maja istega leta.
22. marca 1917 je postal škof Andrie in 7. marca 1922 nadškof Milana.
11. decembra 1922 je bil povzdignjen v kardinala in imenovan za kardinal-duhovnika Ss. Silvestro e Martino ai Monti.